# Ростковский, Александр Аркадьевич
Александр Аркадьевич Ростковский (1860, Херсон — 1903, Битола) — русский дипломат, консул в Битоли (1901—1903); статский советник.

## Происхождение
Происходил из дворян Могилёвской губернии. Сын Аркадия Николаевича (Францевича) Ростковского (?—1882), польского дворянина, принявшего православие. Отец был офицером Генерального штаба. В 1841 году был выпущен из Дворянского полка, в 1845 окончил Николаевскую академию Генерального штаба; служил по особым поручениям при Главном штабе Южной армии в Крыму, при штабах 8-й кавалерийской и 2-й гренадерской дивизий; участвовал в Венгерской кампании 1848 года и был награжден тогда австрийским орденом Железной короны; также участвовал и в Крымской войне. Затем был начальником штаба 14-й пехотной дивизии (1857—1864), командовал Охотским 43-м пехотным полком (1864—1866). В отставку вышел 27 мая 1868 года генерал-майором. Мать – Анна Павловна Ростковская, урожденная Бурачкова, из дворян.

## Биография
Родился 18 (30) октября 1860 года. Учился сначала в Одесской гимназии, затем — в Александровском лицее, который окончил в 1883 году и поступил в Азиатский департамент Министерства иностранных дел. Дипломатическую службу начал вторым секретарём посольства в Болгарии, секретарь и драгоман миссий в Иерусалиме, Янине и Бейруте. С осени 1890 года служил заместителем  дипломатического агента МИДа в Одессе А.Д. Путяты .
В 1893 году – вице-консул в Бриндизи, Италия. C 1895 года служил в Османской империи, на территории нынешней Северной Македонии, до 1899 года – вице-консул в Битоли (Монастире), а до 1901 года – консул в Ускюбе (Скопье).
Александр Ростковский был состоятельным человеком и служил дипломатом по призванию. От родителей он унаследовал крупное имение в Днепровском уезде Таврической губернии. Записавшись дворянином Таврической губернии, принимал активное участие в общественной жизни края. С 1896 по 1901 год являлся почётным мировым судьей Днепровского уезда. 

### Консул в Битоли
В 1901 году вице-консульство в Битоли было преобразовано в консульство, консулом был назначен Александр Ростковский.
В начале XX века политическая ситуация в географическом регионе Македонии  постепенно обострялась. Созданная в Салониках в 1893 году Македонская революционная организация ставила своей целью получить автономию в составе Турции. Члены организации надеялись на европейское вмешательство после активизации вооруженной борьбы. Созданные на местах комитеты взяли курс на подготовку и проведение восстания в македонских вилайетах. Отношение славянского населения к деятельности комитетов было недружелюбным, поскольку мирному населению приходилось расплачиваться перед турецкими властями за все поступки революционеров. А сами революционеры применяли насильственные действия к македонским славянам, включавшие контрибуции на поддержку движения и даже убийства несогласных.
Христианское население терроризировалось также албанскими разбойниками при попустительстве турецких властей.
Однако на тот период первейшей задачей внешней политики России на Балканах являлось поддержание там существующего положения дел. Позиция России абсолютно не удовлетворяла устремлений лидеров македонского движения. Это вело к озлоблению их против проводников внешнеполитического курса России – консулов. Албанское население также видело в русских консулах воплощение курса на ущемление их свободы и попрание вековых традиций.
Александр Ростковский в столь сложной политической обстановке пытался помогать христианскому населению, ездил по славянским селам, собирал сведения о произволе турок и бесчинствах албанцев, сообщая об этом по инстанции, и сдерживал, по возможности, чрезмерные амбиции членов повстанческого комитета, поддерживая с ними активные контакты. В 1902 году учителем детей Ростковского стал македонец Крсте (Христо) Мисирков, сторонник общемакедонского восстания.
2 августа 1903 года началось Илинденское восстание. 4 августа в частном письме генконсулу России в Салониках А.А.Гирсу Ростковский напишет: «…Комитет объявил… восстание и банды напали на мусульманские села, жители коих особенно отличаются разбойничеством… Нападения не удались… Опасаюсь взрыва мусульманского фанатизма и чтобы не начали резни христиан. Мы переехали в Буково, и наслаждаемся прохладой, а по вечерам видим постоянные пожары кругом».
8 августа Ростковский вместе с К. Мисирковым ехал на службу в Битолу из Буковского монастыря. На въезде в город постовой жандарм (этнический албанец) не отдал Ростковскому установленной для консулов чести, а затем застрелил его.
Убийство русского дипломата едва не привело к войне, из Севастополя к берегам Турции вышла русская военная эскадра из 14 кораблей, включавшая броненосцы «Императрица Екатерина II», «Три святителя», «Ростислав», «Двенадцать Апостолов», а также  6 миноносцев и 4 миноносных катера. Эскадра стала на якорь в бухте Иниада на болгарском побережье за 70 миль от Босфора. И только извинения турецкого султана Абдул-Хамида II перед императором Николаем ІІ, немедленная казнь убийцы и его напарника и освобождение с должности наместника Оттоманской Порты в Битоли позволили замять конфликт.  Под давлением России, причастный к убийству битольский вали Али-Реза-паша был посажен в тюрьму, в то время — на территории турецкой Ливии. Турки также освободили из тюрем македонских крестьян, свидетельствовавших о бесчинствах албанцев, а также согласились на присутствие в жандармерии иностранных офицеров.
9 августа траурная процессия прибыла в Салоники, а оттуда тело дипломата и семью покойного на канонерской лодке «Терец» перевезли в Одессу. Корабль прибыл в Одессу 13 августа, похороны состоялись 14 августа. Как сообщалось, «…торжественная церемония была настолько грандиозна и величественна, при образцовом порядке, несмотря на массы народа, следовавшего за нею, что подобных похорон в Одессе никто не видел». Похоронили А. А. Ростковского на Новом (Втором христианском) кладбище рядом с отцом.

### Сохранение памяти
На могиле Александра Аркадьевича Ростковского был установлен надгробный памятник, сохранившийся до настоящего времени. Эпитафия на постаменте гласит:
«Александр Аркадиевич Ростковский,
Российский Императорский консул.
Погиб мученически 26 июля 1903 г. в Битоли Македония».
После убийства Александра Ростковского на месте его смерти македонцы установили памятный деревянный крест, а уже после вхождения Битоли в состав Сербии  (1913) он был заменен на православный крест из камня (1936). В 1948 году памятник был демонтирован и не сохранился (его называли «Русский крест»).
В 2003 году к 100-летию со дня гибели дипломата установлен новый памятник. Это девятиметровый православный крест, на постаменте которого написано: «В честь и во славу российского императорского консула Его Превосходительства Александра Аркадьевича Ростковского (1860-1903) к 100-летию его гибели. 8 августа 2003 г. граждане Битолы».

## Семья
Женился 25 января 1885 года на княжне Екатерине Васильевне Дабижа (1862—1943). Когда Александр Ростковский учился в одной из одесских гимназий он подружился с сыном окружного инспектора, князем Дабижа, Александром Васильевичем Дабижа и познакомился с его сестрой.
Их дети:
- Анастасия (04.04.1886[20]—?)
- Мария (1888—1976).
- Борис (1894—1920).